# ニコラス・タグリアフィコ
ニコラス・アレハンドロ・タグリアフィコ（Nicolás Alejandro Tagliafico 、1992年8月31日 - ）は、アルゼンチン・ブエノスアイレス出身のサッカー選手。リーグ・アン・オリンピック・リヨン所属。アルゼンチン代表。ポジションはDF。

## 経歴

### クラブ
CAバンフィエルドでプロキャリアをスタート。2012年にはスペインのレアル・ムルシアにレンタルで在籍した。
2015年、CAインデペンディエンテに移籍。2017年にはコパ・スダメリカーナを制覇した。
2018年1月5日、アヤックス・アムステルダムに移籍。
2022年7月23日、オリンピック・リヨンに移籍。

### 代表
ユース年代からアルゼンチン代表に選出されている。2011年にはコロンビアで開催されたFIFA U-20ワールドカップに参加した。
2018年5月、2018 FIFAワールドカップ参加メンバー23人の一人に選ばれた。
2022年、2022 FIFAワールドカップの代表メンバーに選ばれた。3試合でスタメン出場、3試合で途中出場し、チームの優勝に貢献した。

## 代表歴

### 出場大会など
- アルゼンチン代表
  - 2018 FIFAワールドカップ
  - 2022 FIFAワールドカップ

### 試合数
- 国際Aマッチ 55試合 1得点（2017年-）[4]

| アルゼンチン代表 | 国際Aマッチ | 国際Aマッチ |
| 年               | 出場        | 得点        |
| ---------------- | ----------- | ----------- |
| 2017             | 1           | 0           |
| 2018             | 11          | 0           |
| 2019             | 13          | 0           |
| 2020             | 3           | 0           |
| 2021             | 8           | 0           |
| 2022             | 12          | 0           |
| 2023             | 7           | 1           |
| 2024             |             |             |
| 通算             | 55          | 1           |

## タイトル
インデペンディエンテ
- コパ・スダメリカーナ: 2017

アヤックス
- KNVBカップ: 2018-19, 2020-21
- エールディヴィジ: 2018-19, 2020-21, 2021-22

アルゼンチン代表
- スーペルクラシコ・デ・ラス・アメリカス: 2017
- コパ・アメリカ: 2021 2024
- FIFAワールドカップ: 2022